# II. třída okresu Most
II. třída okresu Most (Okresní přebor II. třídy) patří společně s ostatními druhými třídami mezi osmé nejvyšší fotbalové soutěže v Česku. Je řízena Okresním fotbalovým svazem Most. Hraje se každý rok od léta do jara se zimní přestávkou. Účastní se ji 16 týmů z okresu Most, každý s každým hraje jednou na domácím hřišti a jednou na hřišti soupeře. Celkem se tedy hraje 30 kol. Vítězem se stává tým s nejvyšším počtem bodů v tabulce a postupuje do I.B třídy Ústeckého kraje – skupiny A, B či C. Poslední dva týmy sestupují do III. třídy okresu Most. Do II. třídy vždy postupuje vítězný tým z každé ze dvou skupin III. třídy (skupiny A a B).

## Vítězové
| Sezóna    | Vítěz                      |
| --------- | -------------------------- |
| 2003/2004 | FK Baník Souš „B“          |
| 2004/2005 | TJ Sokol Bečov             |
| 2005/2006 | FK Baník Souš „C“          |
| 2006/2007 | TJ Sokol Obrnice           |
| 2007/2008 | TJ Sokol Horní Jiřetín „B“ |
| 2008/2009 | SK Viktoria Lom            |
| 2009/2010 | TJ Sokol Bečov             |
| 2010/2011 | TJ Rozvoj Polerady         |
| 2011/2012 | SK Viktoria Lom            |
| 2012/2013 | TJ Rozvoj Polerady         |
| 2013/2014 | TJ Sokol Obrnice           |
| 2014/2015 | TJ Sokol Obrnice „B“       |
| 2015/2016 | TJ Sokol Horní Jiřetín „B“ |
| 2016/2017 | nehrálo se                 |
| 2017/2018 | nehrálo se                 |
| 2018/2019 |                            |